# Fabrizio Voghera
Fabrizio Voghera (Torino, 3 agosto 1968) è un cantante e attore italiano.

## Biografia
Figlio di una cantante lirica, da bambino segue la madre durante le rappresentazioni, facendo anche in alcuni casi la comparsa.
Inizia ad esibirsi all'età di 17 anni, cantando nei villaggi turistici, nel 1992 entra a far parte della OOPS band di Piero Billeri con cui incide un album di inediti, con la stessa band si esibisce nei più prestigiosi locali italiani, fino a quando nel 1997 non viene notato da Paolo Limiti, che lo seleziona, ed entra nel cast del programma televisivo Ci vediamo in tivù; nello stesso anno partecipa al Cantaestate.
Allievo di Luca Jurman, partecipa al festival di Castrocaro, e nel 1999 pubblica il suo primo album da solista, Sotto la pelle, con undici brani.
L'anno successivo viene selezionato per l'opera popolare di Riccardo Cocciante Notre-Dame de Paris, in cui reciterà dapprima alternandosi nelle parti di Quasimodo e di Claude Frollo, e poi (a partire dal 2008), in quella di quest'ultimo personaggio, effettuando più di duecentocinquanta repliche.
Nel 2005 partecipa al musical Metropolis, che Adriana Cava e Ivan Stefanutti realizzano ispirandosi all'omonimo film di Fritz Lang del 1927, nella parte di Freder.
Sempre nello stesso anno interpreta il personaggio della Maschera di ferro nella rievocazione che si tiene annualmente a Pinerolo "La Maschera di Ferro e i moschettieri".
Nel 2006 lavora nuovamente con Cocciante, nella nuova opera del cantautore italo-francese, Giulietta e Romeo, nella parte di frate Lorenzo; con quest'opera si esibisce anche in Cina, a giugno del 2010.
Nel 2007 pubblica il maxisingolo «Stai», con quattro brani inediti scritti insieme a Ivano Icardi.

## Discografia parziale

### Album
- 1993:  Oops
- 1999: Sotto la pelle (Riverecords/Warner Chappell Music Italiana)

### Album con altri artisti
- 2001: Notre-Dame de Paris
- 2002: Notre-dame de Paris live Arena di Verona

### Singoli
- 2007: Stai (Soundiva/Self)